# Pablo Pachón
Pablo Pachón (Bogotá, Colombia; 8 de octubre de 1983) es un exfutbolista colombiano que jugaba de defensa. Dirigió el equipo de fútbol de la escuela de la equidad en Bogotá.

## Trayectoria
Pachón empezó a jugar fútbol en las divisiones inferiores de Independiente Santa Fe; club del cual es hincha y con el que debutó como profesional en el año 2000. En Santa Fe, Pachón jugó una buena cantidad de partidos, y fue uno de los referentes de la zaga del equipo cardenal. Sus buenas actuaciones, y su amor a la camiseta le ayudaron a ser un jugador destacado, y querido por la hinchada santafereña.

## Selección Colombia
Con la Selección Colombia hizo parte del equipo que logró el tercer lugar en la Copa Mundial de Fútbol Juvenil de 2003 disputada en los Emiratos Árabes Unidos. En ese mundial, Pachón fue uno de los jugadores más destacados en el equipo colombiano. 

### Participaciones en Copas del Mundo
| Mundial                     | Sede                   | Resultado    | Partidos | Goles |
| --------------------------- | ---------------------- | ------------ | -------- | ----- |
| Copa Mundial Sub-20 de 2003 | Emiratos Árabes Unidos | Tercer lugar | 7        | 0     |

## Clubes
| Club      | País     | Año       |
| --------- | -------- | --------- |
| Santa Fe  | Colombia | 2000-2007 |
| Patriotas | Colombia | 2008-2009 |